# سوراخ بیضی (جمجمه)
سوراخ بیضی (انگلیسی: Foramen ovale) سوراخی است در کف حفرهٔ کرانیال میانی در بال بزرگ پروانه‌ای (اسفنوئید) و سقف حفرهٔ اینفراتمپورال است. از این سوراخ شاخهٔ مندیبولار عصب تریجمینال عبور می‌کند. سوراخ بیضی در بین سوراخ گرد و سوراخ اسپینوزوم قرار گرفته است.